# Contea di Colusa
La contea di Colusa, in inglese Colusa County, è una contea dello Stato USA della California, a nord ovest di Sacramento. Al censimento del 2000, la popolazione era di 18 804 abitanti. Il suo capoluogo è Colusa.

## Geografia fisica
La contea si trova nel centro-nord dello Stato, nella Central Valley. Parte del confine est è segnato dal fiume Sacramento. Gran parte del terreno è dedito all'agricoltura. L'U.S. Census Bureau certifica che l'estensione della contea è di 2995 km², di cui 2980 km² composti da terra e 15 km² composti di acqua.

### Contee confinanti
- Contea di Glenn - nord
- Contea di Butte - nord-est
- Contea di Sutter - est
- Contea di Yolo - sud
- Contea di Lake - ovest

## Storia
La contea di Colusa è una delle contee originarie della California, e fu fondata nel 1850. Successivamente parte del suo territorio fu ceduto alle contee di Tehama (1856) e di Glenn (1891). Fu chiamata così per i nativi Korusi.

## Infrastrutture e trasporti

### Principali strade ed autostrade
- Interstate 5
- California State Route 16
- California State Route 20
- California State Route 45

## Cities
- Colusa
- Williams